# Sturmvogel
Sturmvogel (svenska stormfågel) är en tysknationalistisk ungdomsorganisation med rötter i Wiking-Jugend och med Hitlerjugend som förebild.
Sturmvogel bildades 1987 av funktionärer ur Wiking-Jugend, men till skillnad från den senare organisationen håller Sturmvogel inga manifestationer eller demonstrationer. För att undvika att förbjudas i Tyskland har Sturmvogel bland annat hållit ungdomsläger i Småland i Sverige.. Organisationens symbol är en svart rovfågel på röd och vit bakgrund